# Río Guayabal
Río Guayabal är en ort i Mexiko.   Den ligger i kommunen San Agustín Loxicha och delstaten Oaxaca, i den sydöstra delen av landet, 500 km sydost om huvudstaden Mexico City. Río Guayabal ligger 428 meter över havet och antalet invånare är 341.
Terrängen runt Río Guayabal är lite bergig. Runt Río Guayabal är det ganska glesbefolkat, med 40 invånare per kvadratkilometer. Närmaste större samhälle är El Camalote, 6,1 km sydost om Río Guayabal. Omgivningarna runt Río Guayabal är en mosaik av jordbruksmark och naturlig växtlighet.